# Nagy Dóra (labdarúgó)
Nagy Dóra (Szombathely, 1994. november 5. –) válogatott labdarúgó, csatár. Jelenleg a Viktória FC labdarúgója.

## Pályafutása

### Klubcsapatban
2007-ben a Viktória FC csapatában kezdte a labdarúgást. 2009-ben mutatkozott be az élvonalban. A szombathelyi csapattal egyszeres kupagyőztes és bajnoki ezüstérmes.

### A válogatottban
2013-ban egy alkalommal szerepelt a válogatottban.

## Sikerei, díjai
- Magyar bajnokság
  - 2.: 2009–10, 2010–11, 2011–12
  - 3.: 2012–13
- Magyar kupa
  - győztes: 2011
  - döntős: 2012

## Statisztika

### Mérkőzései a válogatottban
| Magyarország | Magyarország        | Magyarország | Magyarország | Magyarország | Magyarország | Magyarország | Magyarország | Magyarország |
| #            | Dátum               | Helyszín     | Hazai        | Eredmény     | Vendég       | Kiírás       | Gólok        | Esemény      |
| ------------ | ------------------- | ------------ | ------------ | ------------ | ------------ | ------------ | ------------ | ------------ |
| 1.           | 2013. szeptember 5. | Gyula        | Magyarország | 5 – 1        | Románia      | barátságos   | -            | a szünetben  |
|              | Összesen            |              |              | 1            | mérkőzés     |              | 0            | gól          |